# Johnny Bench
Johnny Lee Bench (Oklahoma City, 7 dicembre 1947) è un ex giocatore di baseball statunitense di ruolo ricevitore che ha giocato per tutta la carriera con i Cincinnati Reds della Major League Baseball (MLB). È stato introdotto nella National Baseball Hall of Fame nel 1989.

## Carriera
Bench, convocato per 14 All-Star Game e premiato due volte come MVP della National League, fu un giocatore chiave della cosiddetta "Big Red Machine" a Cincinnati, che vinse sei titoli division, quattro della National League e due World Series consecutive nel 1975 e 1976, nelle ultime delle quali fu premiato come miglior giocatore. ESPN lo ha definito il miglior catcher nella storia del baseball. Si ritirò come il leader di tutti i tempi in fuoricampo tra i ricevitori, un primato successivamente superato da Carlton Fisk e ora detenuto da Mike Piazza. Bench detiene ancora il record della Major League per il maggior numero di grandi slam per un catcher con 10. Nel 1999 fu inserito nella formazione del secolo della MLB e nello stesso anno, The Sporting News lo inserì al 16º posto nella classifica dei migliori cento giocatori di tutti i tempi.

## Palmarès

### Club
- World Series: 2

Cincinnati Reds: 1975, 1976

### Individuale
- MVP della National League: 2

1970, 1972
- MVP delle World Series: 1

1976
- MLB All-Star: 14

1968–1980, 1983
- Guanti d'oro: 10

1968–1977
- Rookie dell'anno della National League - 1968
- Formazione del secolo della MLB
- Numero 5 ritirato dai Cincinnati Reds